# Tor (software)
Tor je v informatice názvem softwarového systému zajišťujícího anonymizaci uživatele při pohybu na Internetu, k čemuž využívá model klient–server. Uživatel využívá klientskou část a jeho datový tok prochází nejprve sítí Tor složenou ze serverových částí a teprve pak k cílovému počítači. Tím je možné skrýt informace o IP adrese uživatele a dalších faktorech, které by ho mohly identifikovat. Díky používání Toru je obtížnější vysledovat stopy činnosti uživatele na Internetu včetně návštěv webových stránek, on-line příspěvků, programů pro komunikaci v reálném čase (instant messaging) a dalších forem komunikace. Je určen k ochraně osobních údajů uživatelů, jejich svobody, soukromí a umožňuje provádět důvěrné obchodování tím, že je chrání před sledováním jejich aktivit na Internetu. Proto se Tor používá k přístupu na Dark Net, což je podmnožina Deep Webu. Jedná se o open source software a síť Tor lze použít zdarma.
Existuje i prohlížeč (Tor Browser) s integrovaným tor, je postaven na jádře Mozilla Firefox, jako výchozí vyhledávač používá DuckDuckGo.

## Princip činnosti

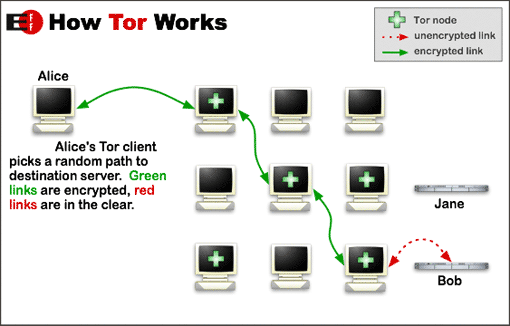

Ačkoli název Tor vznikl jako zkratka z projektu The Onion Routing (cibulové směrování), nyní již název není považován za zkratku, a proto se již nezapisuje velkými písmeny. Je založen na přeposílání komunikace přes síť serverových částí systému provozovaných dobrovolníky na různých místech. Protože internetové adresy odesílatele a příjemce nejsou obě najednou čitelné v žádném kroku cesty (a ve středních článcích řetězce není ani jedna z adres čitelná), kdokoli provádí analýzu síťového provozu a dohledu v libovolném bodě na trati, není schopen přímo určit, který konec systému komunikuje s kterým. Kromě toho příjemce zná pouze adresy posledního zprostředkujícího stroje, ne odesílatele. Tím, že se drží některé ze vstupních bodů skryté, je schopen obejít mnoho systémů cenzury Internetu, dokonce i ty, které jsou zaměřené speciálně na něj. Přesto se využívá více ve svobodných zemích než v cenzurovaných režimech.
Klade si za cíl skrýt identitu svých uživatelů a jejich síťové aktivity před sledováním a analýzou provozu. Využívá vícevrstvý způsob šifrovaní (obdobně jako původní cibulové směrování) a zajišťuje bezpečné doručení tajemství mezi routery.

## Historie
Alfa verze softwaru cibulového směrování (anglicky onion routing) byla uvedena 20. září 2002. Prezentaci sítě Tor provedli 13. srpna  2004 na 13. USENIX sympóziu věnovanému bezpečnosti Roger Dingledine, Nick Mathewson a Paul Syverson, kteří ho představili jako „The Second-Generation Onion Router“. Původně byl Tor sponzorován United States Naval Research Laboratory. V roce 2004–2005 byl finančně podpořen Electronic Frontier Foundation. Tor projekt je od prosince 2006 výzkumně-vzdělávací nezisková organizace se sídlem v USA, která získává rozmanitou finanční podporu.

## Mobilní verze
The Guardian vyvinul i verzi pro mobil jménem Orbot. Funguje na stejném principu a připojuje se také k Tor síti.
Pro systém Android je vydaná oficiální verze prohlížeče Tor.

## Možnosti odhalení identity
Identitu uživatele mohou odhalit některé JavaScripty.
Odhalení identity skrytého serveru spočívá v tom, že v případě, kdy je webový server špatně nakonfigurován a naslouchá i na jiném rozhraní než 127.0.0.1 a současně služba používá https, při dotazu na veřejnou adresu server vydá certifikát vystavený pro doménu .onion.